# Moraea rigidifolia
Moraea rigidifolia är en irisväxtart som beskrevs av Peter Goldblatt. Moraea rigidifolia ingår i släktet Moraea och familjen irisväxter.
Artens utbredningsområde är Namibia. Inga underarter finns listade i Catalogue of Life.